# ヌロンイ
ヌロンイ（朝: 누렁이）またはヌロンゲ（朝: 黄狗/누렁개）は、朝鮮半島原産の食用犬種。別名：黄狗（朝: 황구）。英: noo-rung-yee, Korean edible dog。
現在も多くが食用として飼育されており、犬食の是非を問う論議の中心となっている。

## 概要
古来朝鮮半島に土着している古い犬種である。中型で短毛。
もっとも一般的に食用に飼育される犬種であるが、屠殺するまでの間一般に番犬として利用される。通常はペットとして飼うことはない。近年では韓国にも外国の犬種が導入されているが、本種の血統は純粋性が保たれている。これは韓国人が外国犬の味を好まず、雑交を避けてきたことによる。

## 特徴
「黄色い犬」という意味の名を持つが、その名にたがわず毛色は黄色っぽく、背、耳、口吻、頭頂などに黒いマーキングがあるものもいる。体高は50cm-55cm、体重は18-25kg。珍島犬に比べて体格は大きめで、骨にはより多くの肉がついている。耳は垂れており、珍島犬のような立ち耳ではない。

## 食用犬種として
本種の肉は甘く、北朝鮮ではタンコギ（甘肉/단고기）と呼ばれている。韓国では滋養強壮剤として食されるもので、かつては貴重なタンパク源のひとつであった。現在でも犬肉レストランなどでポシンタンを中心とするヌロンイの料理が出されている。また、牛や豚に比べ少ない餌で肥育できるために重要な収入源にもなっている。食用にされるのは主にオスで、大半のメスは繁殖用に残される。一定の期間、農場で大量のヌロンイが肥育された後に屠殺業者に売られて屠殺される。一般人が番犬として使役させたコリアン・イエロースピッツを屠畜業者に売る場合もある。屠殺方法は撲殺として知られてきたが、最近は電気ショックなどで屠殺され出荷される場合が多い。
屠殺する際に犬が苦しめば味が良くなると信じられており、現在でも残酷な方法で屠殺している。こうした姿勢に対して欧米や国内の動物愛護団体からの批判もあるが、これに対して「異文化への無理解である」と反論がなされることもある。
2021年に当時の韓国大統領であった文在寅は「もう犬食禁止を慎重に検討する時になったのではないか」と語ったとされる。